# Jean van der Westhuyzen
Jean van der Westhuyzen, OAM (* 9. Dezember 1998 in Kapstadt, Südafrika) ist ein australischer Kanute.

## Karriere
Jean van der Westhuyzen wuchs wie sein Bruder Pierre in Kapstadt auf und vertrat international zunächst sein Geburtsland Südafrika, ehe er nach Australien zog und kurz darauf auch für Australien antrat. Unter südafrikanischer Flagge gewann er 2016 die Weltmeisterschaften im Einer-Kajak. Drei Jahre darauf wurde er, nunmehr für Australien startend, im Vierer-Kajak U23-Weltmeister und belegte im Zweier-Kajak den zweiten Platz. Ebenfalls 2019 debütierte er international im Erwachsenenbereich.
Bei den 2021 ausgetragenen Olympischen Spielen in Tokio trat er in zwei Wettbewerben an. Im Einer-Kajak verpasste er auf der 1000-Meter-Strecke nach Rang drei im Vorlauf, Rang eins im Viertelfinale und Rang acht im Halbfinale den Einzug in den Finallauf und beendete den Wettbewerb nach einem dritten Platz im B-Finale auf dem elften Gesamtplatz. Erfolgreicher verlief der Wettbewerb im Zweier-Kajak über dieselbe Distanz. Zusammen mit Thomas Green gewann er sowohl seinen Vor- als auch seinen Halbfinallauf und qualifizierte sich für den Endlauf. Diesen beendeten sie nach 3:15,280 Minuten auf dem ersten Platz, vor den Deutschen Max Hoff und Jacob Schopf sowie Josef Dostál und Radek Šlouf aus Tschechien, womit sie Olympiasieger wurden und die Goldmedaille gewannen. Ein Jahr darauf belegte van der Westhuyzen in Dartmouth bei den Weltmeisterschaften im Einer-Kajak über 500 Meter den zweiten und mit Thomas Green im Zweier-Kajak über 500 Meter den dritten Platz. Diesen Erfolg im Einer-Kajak über 500 Meter wiederholte er bei den Weltmeisterschaften 2023 in Duisburg. Bei den Olympischen Spielen 2024 in Paris gewann van der Westhuyzen gemeinsam mit Thomas Green im Zweier-Kajak über 500 Meter die Bronzemedaille.